# Гейдж, Джереми
Джереми Гейдж (англ. Jeremy Gaige; 9 октября 1927, Нью-Йорк — 19 февраля 2011, Спринг-Гарден, Филадельфия) — американский шахматный журналист и историк; автор ряда авторитетных справочных изданий. В справочнике турниров (1984) привёл данные о 10 тысячах 626 различных соревнованиях. Опубликовал таблицы турниров за 1851—1930. Труд Гейджа «Шахматисты. Биобиблиография» (1987) считается классическим; содержит около 14 тысячах справочных статей о шахматистах и шахматных композиторах различных стран, деятелях национального и международного шахматного движения, указывает основные источники их биографических сведений.

## Книги
- Chess tournament crosstables, v. 1 — 4, Phil., 1969 — 74;
- A catalog of chessplayers and problemists, 3 ed., Phil., 1973;
- A catalog of USA chess personalia, Worcester (Mass.), 1980;
- Chess tournaments. A checklist, v. 1 — 2, 1849—1980, Phil., 1984;
- FIDE — titled players and composers, Phil., 1985;
- Chess personalia. A biobibliography, [s. 1.], 1987.